# Ulatowo-Żyły
Ulatowo-Żyły – wieś w Polsce położona w województwie mazowieckim, w powiecie przasnyskim, w gminie Krzynowłoga Mała. Ma status sołectwa.
W latach 1975–1998 miejscowość administracyjnie należała do województwa ostrołęckiego.
Przez miejscowość przepływa Ulatówka, niewielka rzeka dorzecza Narwi, dopływ Orzyca.